# Labisia alata
Labisia alata är en viveväxtart som beskrevs av Nicholas Edward Brown. Labisia alata ingår i släktet Labisia och familjen viveväxter. Inga underarter finns listade i Catalogue of Life.